# Katran
Katran (tur. od arap. qaṭrān) je gust, tekući ili polučvrsti, crni do smeđi proizvod suhe destilacije prirodnih goriva (drva, treseta, smeđeg i kamenog ugljena) i nekih drugih organskih tvari. Katran je po kemijskom sastavu smjesa ugljikovodika i njihovih derivata. Količina i kvaliteta katrana ovise ponajprije o temperaturi na kojoj se obavlja suha destilacija te o vrsti i kvaliteti sirovine. Industrijski se proizvodi katran kamenog i smeđeg ugljena te drvni katran. Najvažniji je katran kamenog ugljena. Glavni su proizvođači zemlje s razvijenom industrijom prirodnoga plina i koksa (SAD, Rusija, Kanada, Velika Britanija, Francuska, Nizozemska, Njemačka).
Katran kamenog ugljena prva je tvar kojoj je kancerogeno djelovanje bilo znanstveno utvrđeno (1916. – 1918.).

## Katran kamenog ugljena
Katran kamenog ugljena crna je, gusta tekućina svojstvena mirisa, gustoće 1,1 do 1,2 g/cm³. Polazni je materijal za proizvodnju umjetnih bojila, lijekova, eksploziva, polimernih materijala, otapala i mnogih drugih korisnih proizvoda. S obzirom na temperaturu na kojoj se obavlja destilacija, razlikuju se visokotemperaturni i niskotemperaturni katran. 

### Visokotemperaturni katran
Visokotemperaturni katran, u koji se ubraja katran što ga proizvode koksare, nastaje suhom destilacijom na temperaturi od 750 do 1 300 °C. Sastoji se uglavnom od ugljikovodika aromatskoga reda: benzena, naftalena, antracena i njihovih derivata. Frakcijskom destilacijom katran se rastavlja u više frakcija (nazivaju se uljima): lako, srednje, teško, antracensko ulje. Nakon destilacije zaostaje katranska smola, koje ima u katranu više od 50%. Daljnjom preradbom pojedinih frakcija (rektifikacijom i kemijskom obradbom) dobiva se cio niz tehničkih ili kemijski čistih trgovačkih proizvoda. 

#### Lako ulje
Iz lakog ulja dobivaju se benzen i njegovi derivati. Sirovi benzen, onečišćen toluenom i ksilenima, dolazi na tržište kao tehničko otapalo, čisti benzen upotrebljava se za proizvodnju bojila, toluen za proizvodnju eksploziva. 

#### Srednje ulje
Srednje ulje sadrži fenol i veći dio u katranu sadržanoga naftalena. Fenol je jak antiseptik; upotrebljava se za proizvodnju pikrinske kiseline (eksploziva) i salicilne kiseline, sirovine za proizvodnju medicinskih preparata. Naftalen služi za proizvodnju bojila, ftalne kiseline i drugih derivata. 

#### Teško ulje
Teško ulje sadrži naftalen i mnoge druge organske spojeve, a upotrebljava se za impregnaciju željezničkih pragova i kao loživo ulje. 

#### Antracensko ulje
Antracensko ulje sadrži antracen, koji se hlađenjem i kristalizacijom izlučuje zajedno s drugim sličnim spojevima (fenatrenom, fluorenom i drugim). Zaostalo tekuće ulje upotrebljava se kao loživo ulje, za impregnaciju željezničkih pragova i za proizvodnju preparata za zaštitu drveća i voćaka (karbolineum). 

#### Katranska smola
Katranska smola upotrebljava se za izradbu izolacijskih masa, kitova, naliča za željezne konstrukcije, ugljenih briketa i slično. Daljnjom destilacijom dobiva se iz katranske smole koks bez pepela za izradbu elektroda. 

### Niskotemperaturni katran
Niskotemperaturni katran (švelni katran, primarni katran) dobiva se švelanjem, opreznom suhom destilacijom kamenog ugljena na temperaturi nižoj od 600 °C. Sastoji se od viših fenola i pretežito alifatskih ugljikovodika (nafteni, laki benzin), po čemu se znatno razlikuje od "aromatskoga" katrana visoke temperature, a sličan je katranu smeđeg ugljena i nafti.

## Katran smeđeg ugljena
Katran smeđeg ugljena dobiva se suhom destilacijom bituminoznih vrsta smeđeg ugljena na niskoj temperaturi. Smeđe je boje, neugodna mirisa, na običnoj temperaturi ima konzistenciju maslaca. Po sastavu je sličan švelnomu katranu i nafti.

## Drvni katran
Drvni katran dobiven suhom destilacijom bjelogoričnoga drva na niskoj temperaturi (do 400 °C), nema veće vrijednosti, a upotrebljava se uglavnom kao gorivo. Vredniji je katran dobiven od crnogoričnoga drva (sadrži i terpentinsko ulje), a upotrebljava se za impregnaciju drva.